# Mehdi Barsaoui
Mehdi Barsaoui, né le 23 mai 1984 à Tunis, est un réalisateur et scénariste tunisien.

## Biographie
Né en 1984 à Tunis, Mehdi Barsaoui est diplômé en montage de l'Institut supérieur des arts multimédias de Tunis. Il part ensuite en Italie pour compléter sa formation et sort diplômé du DAMS de Bologne.
Il réalise trois courts métrages sélectionnés dans plusieurs festivals internationaux où ils remportent plusieurs prix. Son premier long métrage, Un fils, entame sa carrière internationale en sélection officielle à la Mostra de Venise 2019, où Sami Bouajila remporte le prix du meilleur acteur dans la section Orizzonti.

## Filmographie
- 2010 : À ma place (court métrage)
- 2012 : C'était mieux demain (documentaire)
- 2012 : Widjène (documentaire)
- 2014 : Bobby (court métrage)
- 2018 : On est bien comme ça (court métrage)
- 2019 : Un fils
- 2024 : Aïcha